# مرتضی کتبی
مرتضی کُتُبی (متولد دوم آذر سال ۱۳۱۱ در تهران)، استاد روان‌شناسی اجتماعی دانشگاه تهران بود. او کتاب‌های غرب زدگی اثر جلال آل احمد و ولایت فقیه (حکومت اسلامی) اثر سید روح‌الله خمینی را از فارسی به فرانسه ترجمه کرده است .

## زندگی‌نامه
مرتضی کتبی در آذرماه سال ۱۳۱۱ خورشیدی در تهران متولد شد. کتبی تحصیلات ابتدایی را در دبستان بدِر، متوسطه را در دبیرستان دارالفنون، به انجام رسانید. در سال ۱۳۳۰ وارد دانشگاه شد و تحصیل در رشتهٔ زبان‌های خارجی (فرانسه ـ انگلیسی) را در دانشکدهٔ ادبیات و علوم انسانی دانشگاه تهران آغاز کرد و در سال ۱۳۳۵ توانست در این رشته لیسانس بگیرد. در همان سال گواهینامهٔ علوم تربیتی و ورزش را از دانشکدهٔ ادبیات و علوم انسانی دانشگاه تهران و دانشسرای عالی دریافت کرد. در سال ۱۳۳۷ به هدف تکمیل تحصیلات به فرانسه سفر کرد و در دانشکدهٔ ادبیات دانشگاه پاریس(سوربن (دانشگاه) به تحصیل روان‌شناسی پرداخت و در سال ۱۳۳۹ از این رشته لیسانس گرفت (گواهینامه‌های روان‌شناسی عمومی، روان‌شناسی کودک و نوجوان، تعلیم و تربیت، روان‌شناسی اجتماعی). او تحصیل در فرانسه را در مقاطع بالاتر ادامه داد تا این‌که در سال ۱۳۴۱ موفق به اخذ درجهٔ دکتری دانشگاهی در رشتهٔ ادبیات فرانسه با عالی‌ترین درجه (Très honorable)، از دانشکدهٔ ادبیات دانشگاه پاریس (سوربن) شد. از سال 1342 به‌ عنوان پژوهشگر در بخش جامعه‌شناسی موسسه مطالعات و تحقیقات اجتماعی دانشگاه تهران به ریاست دکتر غلامحسین صدیقی و مدیریت احسان نراقی مشغول به‌کار شد. در تابستان 1345 مرتضی کتبی اولین نظرسنجی علمی را در ایران برای سازمان تازه تاسیس تلویزیون ملی انجام داد و به‌عنوان پدر علم سنجش افکار در ایران شناخته شد. 
از سال ۱۳۴۶ به عنوان استادیار روان‌شناسی اجتماعی در دانشکدهٔ ادبیات و علوم انسانی دانشگاه تهران به تدریس مشغول شد. از سال ۱۳۴۹ به هدف اخذ دکتری دولتی برای فرصت مطالعاتی به کشور فرانسه سفر کرد و تا سال ۱۳۵۳ در آن‌جا به تحقیق مشغول بود. نهایتاً در سال ۱۳۵۳ در رشتهٔ روان‌شناسی اجتماعی، دکتری دولتی (اِتا) عالی‌ترین درجه (Très honorable) را از دانشگاه رنه دکارت پاریس ۵ دریافت نمود. وی پس از بازگشت به ایران فعالیت‌های آموزشی خود را آغاز کرد و از آن سال ۱۳۵۳ تا سال ۱۳۷۴ با درجهٔ دانشیاری روان‌شناسی اجتماعی در دانشکدهٔ علوم اجتماعی و تعاون دانشگاه تهران مشغول به تدریس بود. در سال ۱۳۷۴ به درجهٔ استادی رسید. پایان تدریس رسمی او در دانشگاه تهران به سال ۱۳۸۱ بازمی‌گردد اما تاکنون نیز به تدریس در دانشگاه‌های دیگر اشتغال دارد. وی طبق مصوبهٔ شورای پژوهشی دانشگاه تهران در مورد انتخاب محقق برجستهٔ این دانشگاه، به عنوان دومین محقق برجستهٔ دانشگاه تهران انتخاب شد. او در سال 1391 به‌عنوان بازنشسته نمونه کشوری انتخاب گردید.

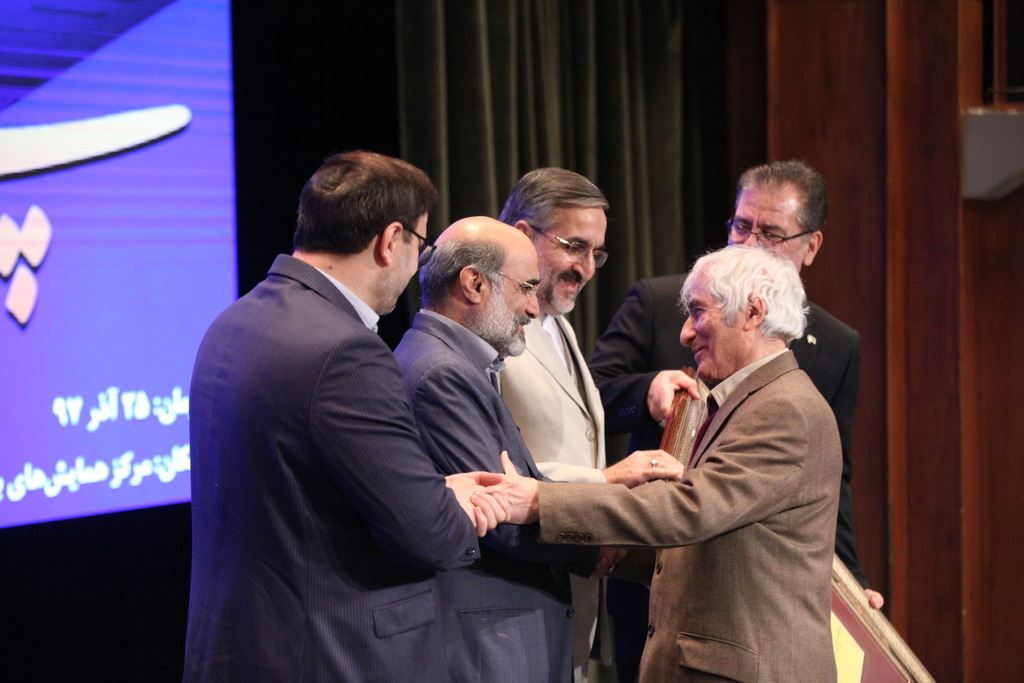
مراسم تقدیر ریاست صدا و سیما از دکتر مرتضی کتبی، پدر علم سنجش افکار ایران به تاریخ 25 آذر 1397 مرکز همایش‌های بین‌المللی صدا و سیما

## زندگی علمی
او در دانشگاه تهران استخدام شد و تا مرتبهٔ استادی پیش رفت و در سال ۱۳۸۱ به بازنشستگی رسید.
وی علاوه بربیش از ۵۰ سال تدریس در دانشگاه‌های مختلف تهران به موازات، در زمینه‌های روش شناختی، مسائل و گرایش‌های دانشجویی، نظر سنجی، خانواده، جوانان، کارگران، ارتباطات (تلویزیون، خبرنگاری و مطبوعات)، ادبیات، بومی سازی،... فعالیت پژوهشی داشته

## زندگی شخصی
او صاحب همسر فرانسوی، ۲ پسر (جراح چشم و کودک در پاریس) و ۱ دختر (دانشیار انسان‌شناسی در دانشگاه بوردوی فرانسه) و ۷ نوه است.

## کتابشناسی
دارای بیش از ۱۲۰ اثر اعم از تألیف و ترجمه، کتاب و مقاله، معرفی و نقد و مقدمه و مرثیه می‌باشد. وی در حال حاضر به نگارش شرح زندگی خود در ۲ مجلد به زبان فرانسه اشتغال دارد.

### برخی ترجمه‌ها
- غرب زدگی اثر جلال آل احمد؛ (از فارسی به فرانسه) 1988[۴]
- ولایت فقیه (حکومت اسلامی) اثر سید روح‌الله خمینی؛ (از فارسی به فرانسه) 1979[۵]
- جامعه‌شناسی ادبیات اثر روبر اسکارپیت ۱۳۷۴[۶]
- نظریه‌ها در روانشناسی اجتماعی اثر مورتون دوچ و رابرت کراوس ۱۳۷۵[۷]
- درآمدی بر روان‌شناسی اجتماعی: مجموعه ضرورت‌های جامعه‌شناسی روانی اثر کلود تاپیا ۱۳۷۹[۸]
- کاوش در جامعه‌شناسی روانی اثر هلن شوشا ۱۳۷۹[۹]
- افکار عمومی اثر ژودیت لازار ۱۳۸۰[۱۰]
- علوم انسانی گستره شناخت‌ها اثر ژان‌فرانسوا دورتبه ۱۳۸۲[۱۱]
- واژگان بوردیو اثر کریستیان شویره واولیویه فونتن؛ زیرنظر ژان-پیر زرده[۱۲]
- ملاقات تمدن‌ها اثر امانوئل تد و یوسف کورباژ ۱۳۸۹[۱۳]
- آخرالزمان غرب اثر میشل مافه زولی،(زیر چاپ).

### برخی تالیفات
- IRAN, Une Première république (ایران نخستین جمهوری) 1362[۱۴]
- Lecture de textes en sciences humaines et sociales 1389[۱۵]
- در جستجوی هویت گمشده ۱۳۷۰،
- Essai d'analyse psycho-sociologique des classes sociales en Iran post-révolutionnaire (تحلیلی روانی اجتماعی از طبقات اجتماعی در ایران پسا انقلابی) ۱۹۷۹.
- Problèmes méthodologiques de l’enquête dans les pays en voie de développement, le cas de l'Iran (مسائل روش شناختی پژوهش در کشورهای در حال توسعه مورد ایران) 1974[۱۶]
- Familles et unions de familles en Iran (خانواده و بستگی‌های خانوادگی در ایران / پل وی یی و مرتضی کتبی)[۱۷]
- Importance et portée de la télévision en Iran (اهمیت و برد تلویزیون در ایران)